# Uwe Lührig
Uwe Lührig (* 1957) ist ein deutscher Polizeibeamter im Ruhestand. Er war bis Februar 2021 der Polizeipräsident der Polizeidirektion Göttingen.

## Leben und Wirken
Uwe Lührig trat 1977 in die Polizei Niedersachsen ein. Nach einem zweijährigen Studium an der Polizei-Führungsakademie (heute: Deutsche Hochschule der Polizei) stieg er 1991 in den höheren Dienst der Polizei auf. Im Anschluss war er in verschiedenen, leitenden Positionen tätig, unter anderem bei der Bezirksregierung Braunschweig und der Niedersächsischen Fachhochschule für Verwaltung und Rechtspflege in Hildesheim. 2004 wurde er Polizeivizepräsident der Polizeidirektion Göttingen und ab 2005 Polizeivizepräsident bei der Polizeidirektion Hannover, wo er unter anderem die Gesamteinsatzleitung bei der Fußball-Weltmeisterschaft 2006 verantwortete. Ab 2007 war er Landespolizeidirektor im Niedersächsischen Ministerium für Inneres und Sport und parallel dazu Referatsleiter P21 im Landespräsidium für Polizei, Brand- und Katastrophenschutz. Anschließend wirkte er als Präsident der Zentralen Polizeidirektion Niedersachsen in Hannover. Seit April 2015 war Lührig Polizeipräsident der Polizeidirektion Göttingen.

### Entlassung
Am 23. Februar 2021 wurde Lührig nach einem Beschluss der Niedersächsischen Landesregierung als politischer Beamter von Innenminister Boris Pistorius (SPD) in den einstweiligen Ruhestand versetzt. Dagegen reichte Lührig 2022 Klage vor dem Verwaltungsgericht Hannover ein, um klären zu lassen, ob an der Spitze der Polizei politische Beamte stehen dürfen. Da keine Gründe für die Entlassung genannt wurden, führte dies zu breiten Spekulationen durch die Medien. Als einen möglichen Grund nannten die Medien Lührigs kritische Äußerungen zum Management der COVID-19-Pandemie in Niedersachsen, bei der Impfaufforderungen an Verstorbene verschickt wurden.
Als wahrscheinlichsten Grund, auch wegen des zeitlichen Zusammenhangs, sahen die Medien die „Northeimer Polizeiaffäre“ in Lührigs Zuständigkeitsbereich. Das Niedersächsische Innenministeriums machte Polizeibeamten in Northeim Vorhaltungen, dass sie durch Untätigkeit einen fortgesetzten Kindesmissbrauch im Zusammenhang mit dem Missbrauchsfall Lügde begünstigt hätten. Lührig habe das Vorgehen der Polizei Northeim gerechtfertigt und die Aufklärung nicht vorantreiben wollen. Später kam die Staatsanwaltschaft Göttingen zu dem Schluss, das den Northeimer Beamten kein strafrechtlich relevantes Handeln vorzuwerfen war.

## Privates
Lührig ist verheiratet, hat zwei Kinder und wohnt in Hildesheim.
Er ist Mitglied der CDU.